# Tobias Lettl
Tobias Lettl (* 1968 in Amberg) ist ein deutscher Jurist und Hochschullehrer an der Universität Potsdam.

## Leben
Lettl begann 1988 ein Studium der Rechtswissenschaften an der Universität Augsburg. Später wechselte er an die Universität München, wo er 1992 sein Erstes Juristisches Staatsexamen ablegte. Sein Referendariat absolvierte er im Bezirk des Oberlandesgerichts Nürnberg; sein zweites Examen legte er 1995 in Regensburg ab. Mit der damit abgeschlossenen Ausbildung zum Volljuristen arbeitete in den folgenden Jahren als Rechtsanwalt mit dem Schwerpunkt im Wirtschaftsrecht, später in der Geschäftsleitung eines Unternehmens. 1999 schloss er an der Universität Augsburg seine Promotion unter Helmut Köhler ab. 2002 erwarb er den Titel Magister des Europäischen Rechts (LL.M.eur) an der Universität München. Dort wurde er 2002 auch habilitiert und erhielt die venia legendi für die Fächer Bürgerliches Recht, Handels- und Gesellschaftsrecht, Deutsches und Europäisches Wirtschaftsrecht und Rechtsvergleichung.
Im Wintersemester 2003/04 vertrat er noch einen Lehrstuhl an der Universität Potsdam, bevor er im folgenden Semester auf eine ordentliche Professur übernommen wurde. Seitdem hat er in Potsdam den Lehrstuhl für Bürgerliches Recht, Handels- und Wirtschaftsrecht inne. Von 2013 bis 2015 war er Dekan der juristischen Fakultät der Universität Potsdam.

## Forschung und Lehre
Seine Forschungsschwerpunkte liegen insbesondere im Vertrags- und Schuldrecht, im Handels- und Gesellschaftsrecht sowie im europäischen und deutschen Wettbewerbs- und Kartellrecht. Seit 2005 ist er zudem Redaktionsmitglied bei der juristischen Fachzeitschrift Zeitschrift für Wirtschafts- und Bankrecht (WM).

## Werke (Auswahl)
- Das Wertrecht der Mitgliedschaft beim Ideal-Verein. Herbert Utz Verlag, München 1999, ISBN 978-3-89481-357-4. (Dissertation)
- Der lauterkeitsrechtliche Schutz vor irreführender Werbung in Europa. C.H. Beck, München 2003, ISBN 978-3-406-51409-8. (Habilitationsschrift)
- Urheberrecht. 3. Auflage. C.H. Beck, München 2018, ISBN 978-3-406-71806-9.
- Kartellrecht. 3. Auflage. C.H. Beck, München 2013, ISBN 978-3-406-64649-2.
- Fälle zum Gesellschaftsrecht. 2. Auflage. C.H. Beck, München 2013, ISBN 978-3-406-65312-4.
- Fälle zum Handelsrecht. 2. Auflage. C.H. Beck, München 2013, ISBN 978-3-406-65311-7.
- Handelsrecht. 3. Auflage. C.H. Beck, München 2015, ISBN 978-3-406-67397-9.
- Wettbewerbsrecht. 3. Auflage. C.H. Beck, München 2016, ISBN 978-3-406-68461-6.